# Tours-en-Savoie
Tours-en-Savoie ist eine französische Gemeinde mit 905 Einwohnern (Stand 1. Januar 2022) im Département Savoie in der Region Auvergne-Rhône-Alpes. Sie gehört zum Kanton Albertville-1 im Arrondissement Albertville.

## Geographie

### Lage
Tours-en-Savoie liegt auf 400 m am Ufer der Isère, etwa 41 Kilometer östlich der Präfektur Chambéry, 65 Kilometer südsüdöstlich der Stadt Genf und 76 Kilometer nordöstlich der Stadt Grenoble (Luftlinie). Nachbargemeinden von Tours-en-Savoie sind im Norden Queige, im Osten Beaufort, im Süden La Bâthie und Esserts-Blay sowie im Westen Albertville.

### Topographie
Die Fläche des 15,37 km² großen Gemeindegebiets umfasst in einer Flussbiegung die gesamte äußere Talflanke der Isère am Eingang zur historischen Provinz Tarentaise. Der in ein Trogtal eingebettete Fluss führt an dieser Stelle von Süden kommend eine Biegung nach Westen aus und tritt in die deutlich weniger steilwandige Combe de Savoie ein. Der flache Talboden zwischen der Isère, die die westliche Gemeindegrenze bildet, und dem Fuß der Talflanke stellt das Hauptsiedlungsgebiet von Tours dar. Jenseits des Talbereichs ragt der Gemeindeboden bis weit in das Hochgebirgsmassiv des Beaufortain hinein und wird begrenzt durch eine Wand aus Zweitausendern. Diese zieht sich von der Pointe de la Grande Journée (2460 m) im Süden über die Nebengipfel des Mont Mirantin (2460 m) entlang bis zur La Roche Pourrie (2037 m) im Norden. Mehrere kleine Gebirgsbäche entwässern ihre Hänge zur Isère hin und sammeln sich im Grand Ruisseau (auch: Torrent de Saint Clément). Durch die fast vollständig bewaldete Talflanke erreicht der Waldanteil der Gemeinde 69,6 %. Oberhalb der Baumgrenze bei etwa 1800 m schließen sich Almwiesen (6,2 %) und Felsformationen (15,0 %) an.

## Geschichte
Die Tarentaise war schon vor der Römerzeit vom keltischen Volk der Ceutronen besiedelt. Der Ort Tours stimmt geographisch mit dem drei römische Meilen von Condate entfernten Obilonna aus der Tabula Peutingeriana überein, das allerdings von anderen Quellen dem lautmalerisch ähnlichen Ortsteil Arbine von La Bâthie zugeordnet wird. Mittelalterliche Erwähnungen finden sich aus dem 11. und 12. Jahrhundert als Tors, ab 1226 als Pfarrei Ecclesia Turonis, Ecclesia de Turre und Ecclesia de Tors. Die Anhöhe auf dem Schuttkegel des Torrent de Saint Clément, von der die Flussbiegung in beide Richtungen einsehbar ist, war seit dem Mittelalter befestigt mit der strategischen Bedeutung, den Zugang zur Tarentaise zu kontrollieren.
Mit dem Anschluss Savoyens gelangte Tours 1860 an Frankreich. Die Gemeinde änderte 1941 ihren Namen in das heutige Tours-en-Savoie.

## Sehenswürdigkeiten
Das Schloss von Tours wurde im 17. Jahrhundert erbaut auf den Überresten einer mittelalterlichen Burg und im 19. Jahrhundert nochmals erneuert. Die Dorfkirche Saint-Piat aus dem 17. Jahrhundert steht an einer isolierten Stelle nördlich des Dorfes, nachdem ihr zentral gelegener Vorgängerbau von einem Erdrutsch zerstört worden war. Im Dorf stehen außerdem einige Kapellen. Durch die Lage im Schwemmland zwischen der Isère und dem Geröllkegel eines Gebirgsbaches war und ist der Ort dem Risiko von Naturkatastrophen besonders ausgesetzt. Ein Lehrpfad erschließt die Orte von Überschwemmungen und Industriedenkmälern.

## Bevölkerung
| Jahr                       | 1962 | 1968 | 1975 | 1982 | 1990 | 1999 | 2006 | 2011 | 2018 |
| Einwohner                  | 636  | 578  | 647  | 698  | 786  | 741  | 854  | 842  | 935  |
| Quellen: Cassini und INSEE |      |      |      |      |      |      |      |      |      |

Mit 905 Einwohnern (Stand 1. Januar 2022) gehört Tours-en-Savoie zu den kleinen Gemeinden des Départements Savoie. Nachdem die Einwohnerzahl in der Zeit vom Anschluss Savoyens an Frankreich 1860 bis 1931 kontinuierlich abgenommen hatte (1931 wurden noch 358 Einwohner gezählt), hat sich der Trend seitdem umgekehrt. Die Ortsbewohner von Tours-en-Savoie heißen auf Französisch Tourserain(e)s.

## Wirtschaft und Infrastruktur
Tours-en-Savoie war bis weit ins 20. Jahrhundert hinein ein vorwiegend durch die Landwirtschaft geprägtes Dorf. Daneben gibt es heute verschiedene Betriebe des lokalen Kleingewerbes und einige mittelständische Betriebe. Im Nordosten der Gemeinde liegt das Gewerbegebiet Zone d’activités de Portes de Tarentaise. Hier befindet sich die französische Filiale der Kässbohrer Geländefahrzeug, die Pistenraupen herstellt und vertreibt. Mittlerweile hat sich das Dorf auch zu einer Wohngemeinde entwickelt. Viele Erwerbstätige sind Wegpendler, die in den größeren Ortschaften der Umgebung, vor allem im Raum Albertville, ihrer Arbeit nachgehen.
Die N90 durchquert als Hauptverkehrsachse der Tarentaise die Gemeinde und hat in Tours eine Anschlussstelle. Sie geht talabwärts bei Albertville in die Autobahn A430 über. Eine Brücke über die Isère verbindet den Ort mit Teilen von Esserts-Blay. Die Hochlagen und Almen von Tours sind nur indirekt erreichbar durch Forststraßen, die in den Nachbargemeinden beginnen. Die Bahnstrecke Saint-Pierre-d’Albigny–Bourg-Saint-Maurice verläuft ebenfalls durch das Isère-Tal und hat einen größeren Bahnhof in Albertville. Als Flughäfen in der Region kommen Chambéry-Savoie (Entfernung 65 km) und Genf (97 km) in Frage.
In Tours-en-Savoie befindet sich eine Grundschule (école primaire).